# Йоспа, Ивонна
Ивонна Йоспа (фр. Yvonne Jospa — Иво́нн Жоспа́, урождённая Ховэ (Хавэ) Гройсман; 3 февраля 1910, Попоуцы, Сорокский уезд, Бессарабская губерния — 20 января 2000, Брюссель, Бельгия) — бельгийская коммунистка, общественный деятель, участница движения Сопротивления в Бельгии (под подпольным именем «Yvonne Jaspar»), основательница (вместе с мужем) Комитета защиты евреев (Comité de défense des Juifs, 1942) под эгидой подпольного Фронта независимости.

## Биография
Родилась в 1910 году в селе Попоуцы Бессарабской губернии, в зажиточной еврейской семье. Училась в гимназии в Кишинёве, после окончания которой в 1928 году уехала в Бельгию для поступления на отделение философии и литературы Льежского университета, но в конце концов изучала социологию в Центральной школе социального обслуживания (L’Ecole Centrale de Service Social) в Брюсселе. В 1933 году защитила диплом и вышла замуж за горного инженера Герца Йоспу (Иошпу), вместе с которым вступила в Коммунистическую партию Бельгии и в 1936 году в Бельгийское отделение Международной лиги против расизма и антисемитизма. Во время гражданской войны в Испании занималась расселением детей-беженцев и организацией помощи добровольцам интернациональных бригад.
В 1942 году вместе с мужем основала подпольный Комитет защиты евреев, который спас более трёх тысяч еврейских детей от депортации, разместив их для укрытия в около 700 бельгийских семьях и 138 школах-интернатах (кроме супругов Йоспа в состав группы входило семь подпольщиков, в том числе философ Хаим Перельман). Несмотря на два ареста, Йоспе удалось избежать депортации. Её муж был арестован 21 июня 1943 года, интернирован в концлагере Форт Бреендонк и в 1944 году депортирован в Бухенвальд. Их сын Поль Жоспа (род. 1939), впоследствии биофизик и специалист по искусственному распознаванию речи, после ареста отца жил в чужой семье до конца войны.
В 1964 году Ивонна Йоспа стала соорганизатором Союза бывших участников еврейского сопротивления в Бельгии, до конца жизни была его почётным президентом. Была среди организаторов бельгийского крыла Движения против расизма и за дружбу между народами (1949), в 1966 году преобразованного в Движение против расизма, антисемитизма и ксенофобии (MRAX). Оставаясь убеждённой коммунисткой, она вместе с тем отказывалась поддерживать антисионистские партийные позиции. В 1993 году её именем была названа улица в Брюсселе в центральном районе Пентагон (rue Yvonne Jospa).